# Ré Koster
Regina Estella (Ré) Koster (Haarlem, 14 juli 1900 – Laren (Noord-Holland), 29 oktober 1996) was een Nederlands mezzosopraan en zangpedagoge.
Ze was dochter van winkelier Herman Koster en Hendrika Hagens. Zelf was ze getrouwd met David de Jong.
Haar ouders namen haar mee naar concerten in Haarlem, zeker als het Concertgebouworkest kwam spelen. Ze herinnerde een Gustav Mahlerconcert onder leiding van Willem Mengelberg in 1911. Zelf zou ze vier keer optreden met dat orkest onder leiding van Eduard van Beinum en woonde enige tijd om de hoek bij het Concertgebouw.
Ze kreeg haar muziekopleiding in Parijs bij Marya Freund (artistiek een hoogtepunt, technisch zwak, aldus Koster) en Milaan bij Lalatesta en Sila Conti Varesi. Zij had een internationale zangcarrière waarbij ze voornamelijk liederen van hedendaagse componisten zong. Zo maakte ze haar debuut (1927) met liederen van Hugo Wolf. Op haar repertoire stonden liederen van Paul Hindemith, André Jolivet, Luigi Dallapiccola, Jean Absil, Frank Martin, Marius Flothuis, Darius Milhaud, Francis Poulenc, Ernst Krenek en ontmoette een jonge Benjamin Britten. De Tweede Wereldoorlog bracht haar naar Zwitserland, ze mocht er als vluchtelinge echter niet optreden; Zwitserland voerde haar neutraliteit uit. De zangcarrière stokte na die oorlog. Ze werd zangpedagoge, eerst (1954, een jaar nadat haar man overleed) te Rome, maar later in de Verenigde Staten aan universiteiten in Oberlin College, St Paul, Washington DC en ook het gerenommeerde New England Conservatory in Boston. Een hele ris zangeressen leidde ze erop: Gianna D’Angelo, Pierette Delange, Jane Rhodes, Anna Reynolds, Graziella Sciutti en Annett Andriesen plukten de vruchten. Vanaf 1970 was ze terug in Europa om zich aan te sluiten bij de Opéra van Parijs om er jonge vocalisten te begeleiden met name in het moderne repertoire. Een verschil van inzicht zorgde ervoor dat ze daar ontslag nam. In 1979 kwam ze terug naar Nederland en woonde in het Rosa Spier Huis. Haar laatste jaren werd ze een vraagbaak voor vragen over het zangersleven in eerdere tijden.
Ze bleef Mahleruitvoeringen volgen en vergeleek Mengelberg (intuïtief), Bruno Walter (ingetogen), Bernard Haitink (filosofisch) en Riccardo Chailly (technisch) met elkaar en constateerde dat in de moderne tijd de muziek van Mahler langzaam een deel van de oorspronkelijke romantiek had ingeleverd, hetgeen ze betreurde.
Van haar verscheen het boekje The common sense of singing (1986) met een voorwoord door Peter Pears. Haar archief bevindt zich in het Nederlands Muziek Instituut. Henriëtte Bosmans droeg haar Een lied voor Spanje om op te marcheren (1951) voor mezzosopraan of alt met pianobegeleiding aan Koster op. Het lied ging over de Spaanse Burgeroorlog. Koster zong in het begin van de Tweede Wereldoorlog op huisconcerten ter ondersteuning van (half-) Joodse musici die hun vak niet meer mochten uitoefenen.